# Représentations diplomatiques au Salvador

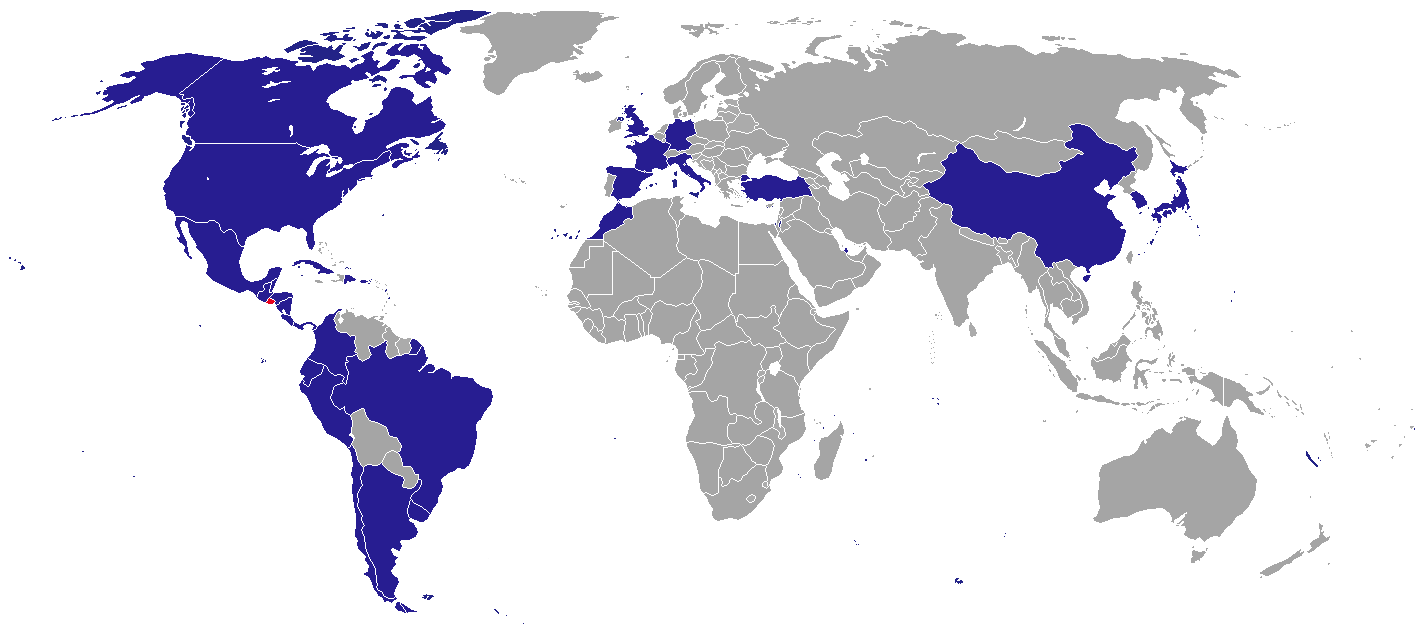
Représentations diplomatiques au Salvador

Voici une liste des représentations diplomatiques au Salvador. Il y a 30 ambassades à San Salvador.

## Ambassades

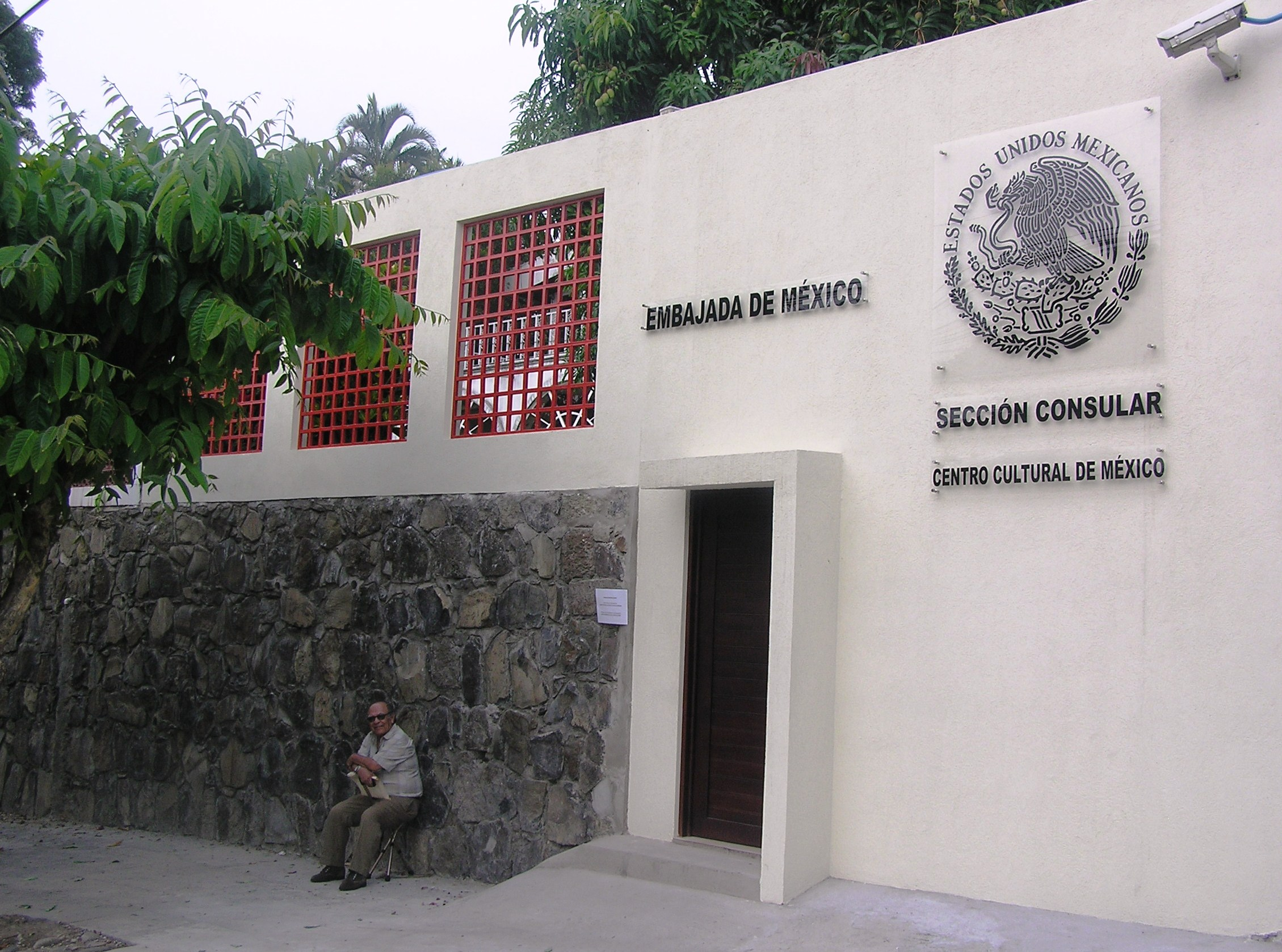
Ambassade du Mexique à San Salvador

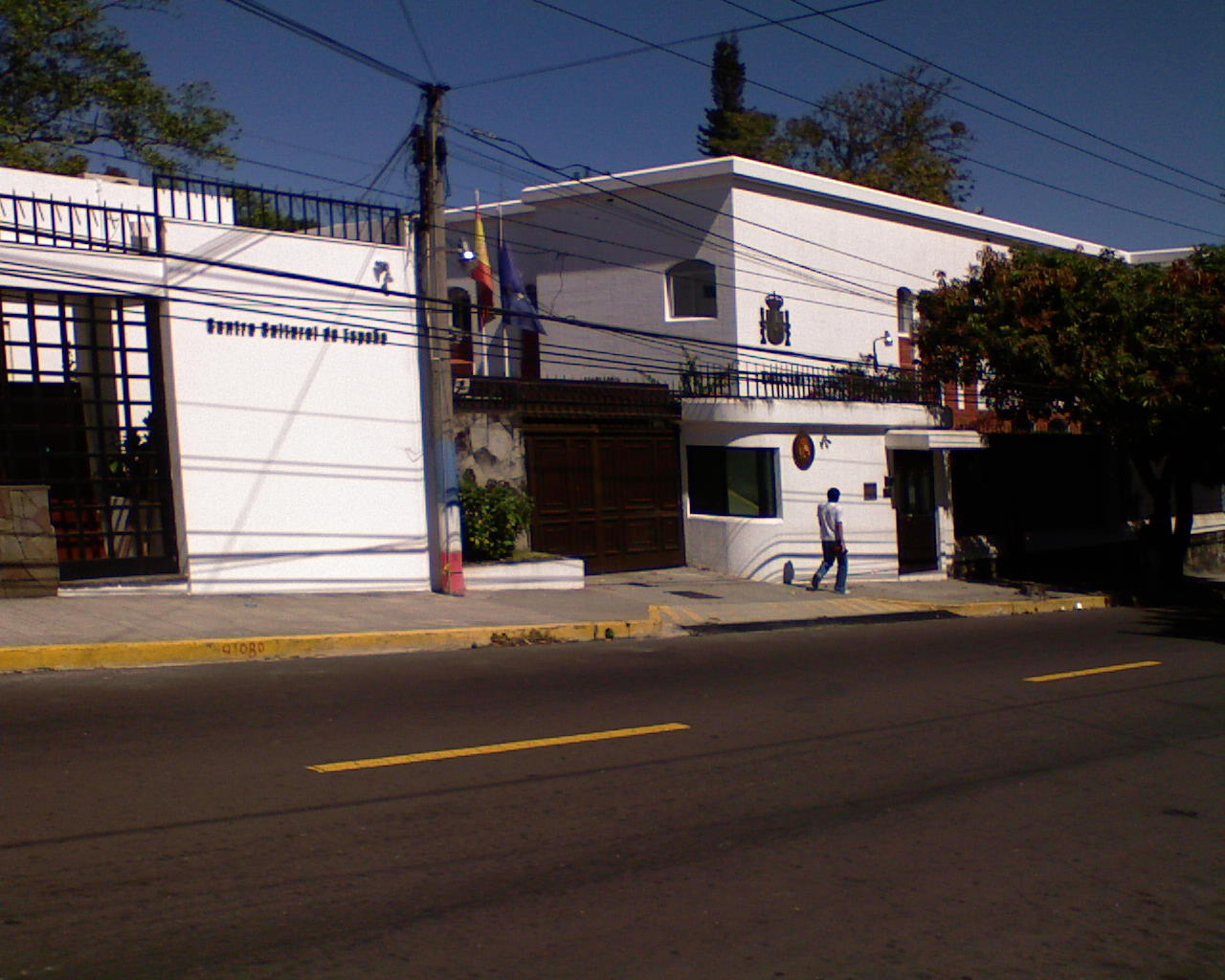
Ambassade d'Espagne à San Salvador

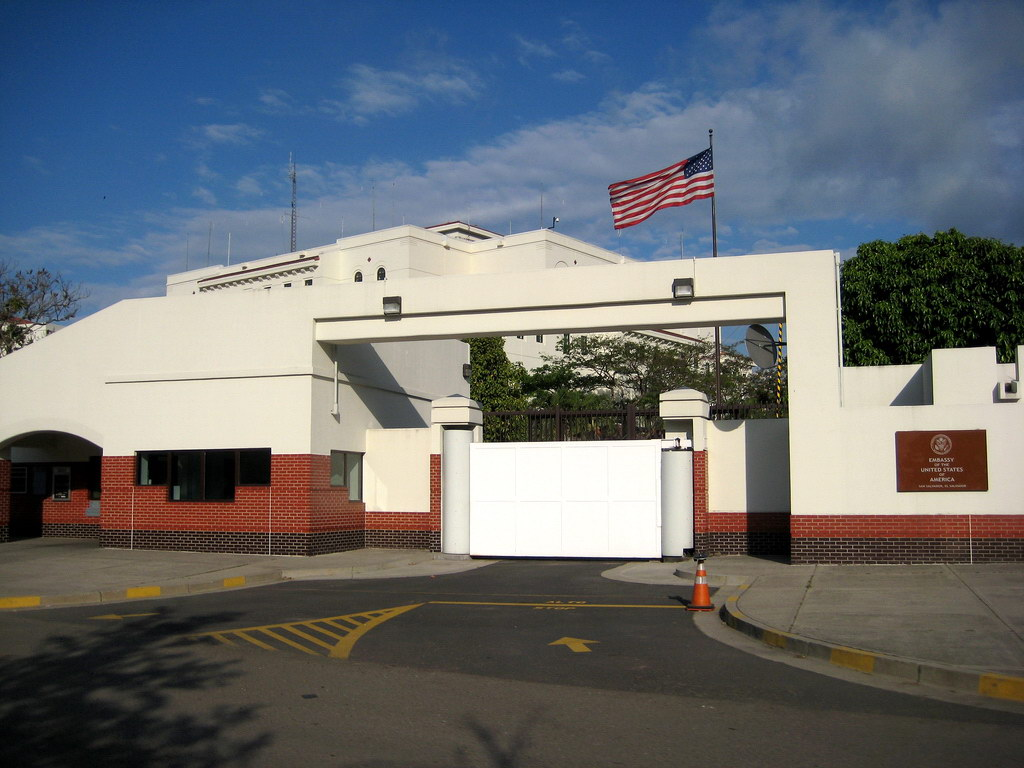
Ambassade des États-Unis à San Salvador

San Salvador
| - Allemagne - Argentine - Belize - Brésil - Canada - Chili - Chine - Colombie - Corée du Sud - Costa Rica - Cuba - Équateur - Espagne - États-Unis - France - Guatemala | - Honduras - Italie - Japon - Mexique - Nicaragua Ordre souverain de Malte - Palestine - Panama - Pérou - Qatar - République dominicaine - Royaume-Uni - Uruguay - Vatican - Venezuela |

## Autres postes à San Salvador
- Égypte (Section d'intérêt)
- Union européenne (Délégation)

## Ambassades non résidentes

### Bogota
- Paraguay

### Guatemala
- Égypte
- Inde
- Israël
- Maroc
- Suède
- Turquie

### La Havane
- Cambodge
- Dominique
- Guinée
- Kenya
- Mali

### Mexico
- Arabie saoudite
- Australie
- Algérie
- Bangladesh
- Côte d'Ivoire
- Émirats arabes unis
- Indonésie
- Jordanie
- Kazakhstan
- Koweït
- Liban
- Malaisie
- Norvège
- Nouvelle-Zélande
- Ouzbékistan
- Pakistan
- Philippines
- Taïwan
- Viêt Nam

### New York
- Bhoutan
- Comoros
- Maldives
- Samoa

### San José
- Bolivie

### Santiago
- Thaïlande

### Washington
- Bahreïn
- Lesotho
- Oman
- Ouganda
- Sénégal
- Turkménistan
- Tadjikistan
- Tunisie

## Pays qui n'ont pas de relations diplomatiques avec El Salvador
- Angola
- Birmanie
- République islamique d'Afghanistan
- Guinée
- Guinée-Bissau
- Iran
- Irak
- Laos
- Maurice
- Mauritanie
- Nauru
- Palaos
- République centrafricaine
- Rwanda
- Sierra Leone
- Syrie
- Togo
- Tchad
- Tanzanie
- Tonga
- Zambie
- Zimbabwe

## Anciennes ambassades
- Israël
- Taïwan